# Kratylos
Kratylos (řecky Κρατύλος) byl starořecký předsókratovský filozof, přívrženec Hérakleitova učení a příslušník Efezské školy. Byl učitelem Platónovým (ještě před Sókratem), Platón po něm pojmenoval svůj známý dialog, v němž řeší otázku vzniku jmen a vyrovnává se s herakleitismem (tedy s tezí, že vše plyne – "panta rhei"). Platón v dialogu tvrdí, že zatímco Hérakleitos soudil, že "nelze dvakrát vstoupit do téže řeky", Kratylos ho opravil, že "nelze ani jednou vstoupit do téže řeky". Kratylos prý tak málo věřil, že slova mohou popsat neustálý pohyb, že raději tento pohyb ukazoval prstem beze slov. Hovoří o něm i Aristoteles ve své Metafyzice.